# Maratona di Venezia
La Maratona di Venezia, denominata anche Venicemarathon, fondata nel 1986 da Piero Rosa Salva, Stefano Fornasier, Fernando De Pieri, Claudio Zamengo e Francesco Uguagliati, è una corsa podistica che si corre annualmente nel mese di ottobre, di norma la quarta domenica di tale mese, sulla distanza classica dei 42,195 km con partenza da Stra e arrivo a Venezia.
È stata la prima maratona italiana riconosciuta dalla Association of International Marathons and Distance Races (AIMS) e inserita nel calendario internazionale della IAAF. La prima edizione della competizione si svolse il 18 maggio 1986.

## Percorso

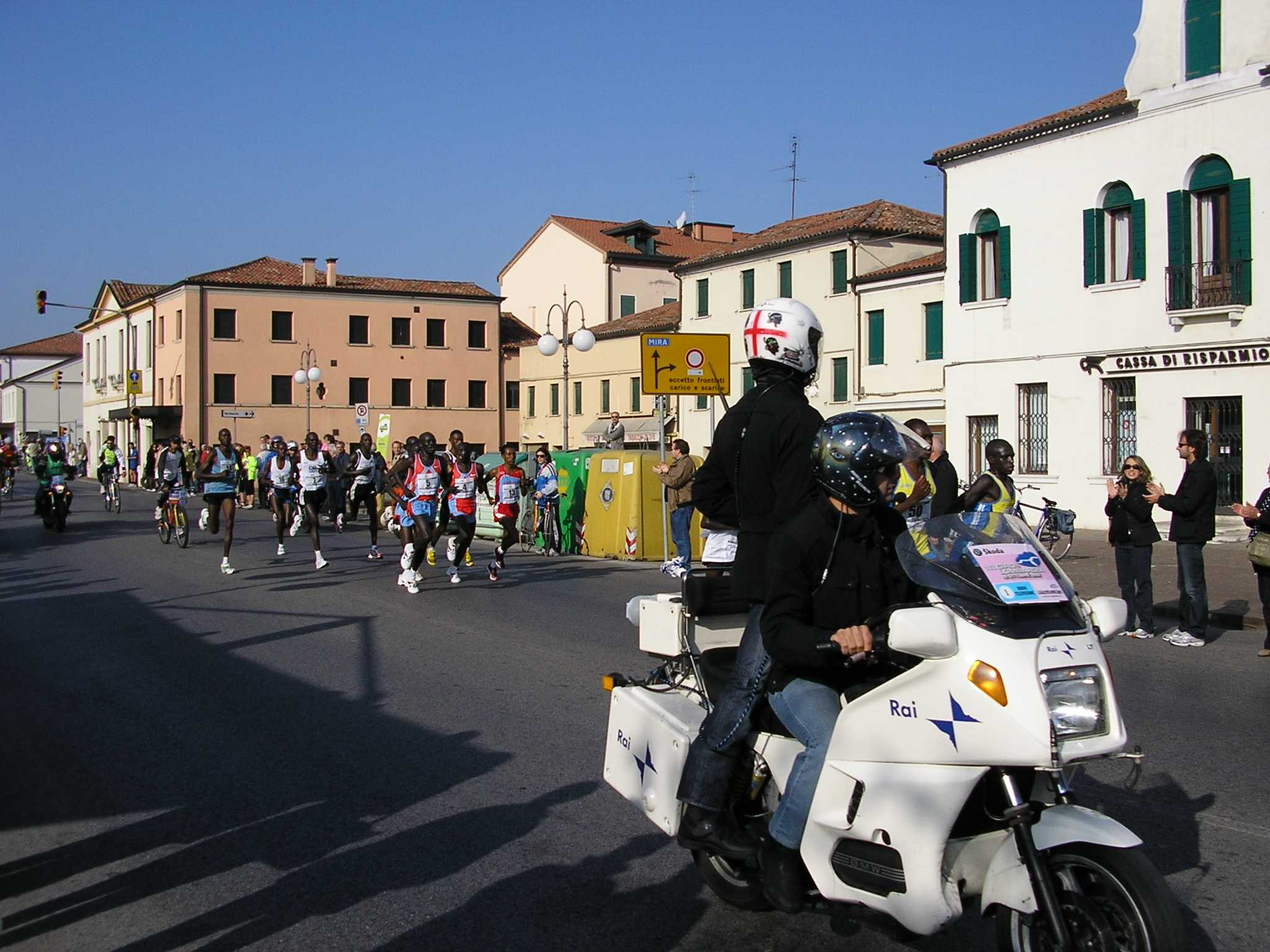
La testa della corsa edizione 2008 a Mira Taglio

La partenza è da Stra, paese vicino a Padova, famoso per la Villa Pisani, il percorso poi attraversa le località di Fiesso d'Artico, Dolo e Mira, lungo la Riviera del Brenta, nota per le sue ville palladiane e giungendo quindi a Mestre dove, dopo l'attraversamento della città e del Parco di San Giuliano, si imbocca il ponte della Libertà che conduce a Venezia.
Gli atleti transitano vari ponti sui canali veneziani, fino all'attraversamento del Canal Grande dalla punta della Salute a San Marco, su un ponte appositamente costruito per la maratona. L'arrivo è posto in Riva dei Sette Martiri. Nell'edizione del 2011, per la prima volta la maratona è passata per Piazza San Marco.

## Albo d'oro
| Anno | Gara maschile                                | Nazione                                      | Tempo                                        | Gara femminile                               | Nazione                                      | Tempo                                        |
| ---- | -------------------------------------------- | -------------------------------------------- | -------------------------------------------- | -------------------------------------------- | -------------------------------------------- | -------------------------------------------- |
| 1986 | Salvatore Bettiol                            | Italia                                       | 2:18'44"                                     | Paola Moro                                   | Italia                                       | 2:38'10"                                     |
| 1987 | Salvatore Bettiol                            | Italia                                       | 2:10'01"                                     | Rita Marchisio                               | Italia                                       | 2:29'36"                                     |
| 1988 | Orlando Pizzolato                            | Italia                                       | 2:15'24"                                     | Graziella Striuli                            | Italia                                       | 2:39'04"                                     |
| 1989 | Marco Milani                                 | Italia                                       | 2:16'08"                                     | Emma Scaunich                                | Italia                                       | 2:36'02"                                     |
| 1990 | Gelindo Bordin                               | Italia                                       | 2:13'41"                                     | Laura Fogli                                  | Italia                                       | 2:38'33"                                     |
| 1991 | Carlo Terzer                                 | Italia                                       | 2:14'49"                                     | Antonella Bizioli                            | Italia                                       | 2:36'56"                                     |
| 1992 | Joaquim Pinheiro                             | Portogallo                                   | 2:13'33"                                     | Emma Scaunich                                | Italia                                       | 2:35'06"                                     |
| 1993 | Arthur Castro                                | Brasile                                      | 2:10'06"                                     | Helena Javornik                              | Slovenia                                     | 2:37'27"                                     |
| 1994 | Tena Negere                                  | Etiopia                                      | 2:10'50"                                     | Ornella Ferrara                              | Italia                                       | 2.32'16"                                     |
| 1995 | Danilo Goffi                                 | Italia                                       | 2:09'26"                                     | Maura Viceconte                              | Italia                                       | 2:29'11"                                     |
| 1996 | Sid-Ali Sakhri                               | Algeria                                      | 2:11'11"                                     | Jelena Mazoŭka                               | Bielorussia                                  | 2:31'07"                                     |
| 1997 | Antonio Serrano                              | Spagna                                       | 2:11'59"                                     | Irina Kazakova                               | Francia                                      | 2:33'44"                                     |
| 1998 | Japhet Kosgei                                | Kenya                                        | 2:11'27"                                     | Lucilla Andreucci                            | Italia                                       | 2:30'34"                                     |
| 1999 | Julius Bitok                                 | Kenya                                        | 2:10'34"                                     | Sonia Maccioni                               | Italia                                       | 2:28'54"                                     |
| 2000 | John Bungei                                  | Kenya                                        | 2:09'50"                                     | Ruth Kutol                                   | Kenya                                        | 2:28'16"                                     |
| 2001 | Moges Taye                                   | Etiopia                                      | 2:10'08"                                     | Zahia Dahmani                                | Francia                                      | 2:33'32"                                     |
| 2002 | David Makori                                 | Kenya                                        | 2:08'48"                                     | Anastasia Ndereba                            | Kenya                                        | 2:29'03"                                     |
| 2003 | El Hassan Lahssini                           | Francia                                      | 2:11'01"                                     | Anne Jelagat                                 | Kenya                                        | 2:30'16"                                     |
| 2004 | Raymond Kipkoech                             | Kenya                                        | 2:09'54"                                     | Jane Ekimat                                  | Kenya                                        | 2:32'08"                                     |
| 2005 | Mubarak Hassan Shami                         | Qatar                                        | 2:09'22"                                     | Emily Kimuria                                | Kenya                                        | 2:28'42"                                     |
| 2006 | Jonathan Kipkorir Kosgei                     | Kenya                                        | 2:10'18"                                     | Lenah Cheruiyot                              | Kenya                                        | 2:33'44"                                     |
| 2007 | Jonathan Kipkorir Kosgei                     | Kenya                                        | 2:12'27"                                     | Lenah Cheruiyot                              | Kenya                                        | 2:27'02"                                     |
| 2008 | Joseph Kimosop Lomala                        | Kenya                                        | 2:11'06"                                     | Anikó Kálovics                               | Ungheria                                     | 2:31'26"                                     |
| 2009 | John Komen                                   | Kenya                                        | 2:08'13"                                     | Anne Kosgei                                  | Kenya                                        | 2:27'46"                                     |
| 2010 | Simon Kamama Mukun                           | Kenya                                        | 2:09'35"                                     | Makda Harun                                  | Etiopia                                      | 2:28'08"                                     |
| 2011 | Tolesa Tadese Aredo                          | Etiopia                                      | 2:09'13"                                     | Helena Kirop                                 | Kenya                                        | 2:23'37"                                     |
| 2012 | Kisang Philemon Kipchumba                    | Kenya                                        | 2:17'00"                                     | Bedada Emebt Etea                            | Etiopia                                      | 2:38'10"                                     |
| 2013 | Nixon Machichim                              | Kenya                                        | 2:13'10"                                     | Mercy Jerotich Kibarus                       | Kenya                                        | 2:31'12"                                     |
| 2014 | Mamo Ketema Behailu                          | Etiopia                                      | 2:16'45"                                     | Biruk Konjit Tilahun                         | Etiopia                                      | 2:40'20"                                     |
| 2015 | Julius Chepkwony Rotich                      | Kenya                                        | 2:11'08"                                     | Ehite Bizuayehu Gebireyes                    | Etiopia                                      | 2:35'15"                                     |
| 2016 | Julius Chepkwony Rotich                      | Kenya                                        | 2:10'22"                                     | Priscah Jepleting Cherono                    | Kenya                                        | 2:27'41"                                     |
| 2017 | Eyob Faniel                                  | Italia                                       | 2:12'16"                                     | Gedo Sule Utura                              | Etiopia                                      | 2:29'04"                                     |
| 2018 | Gebre Mekuant Ayenew                         | Etiopia                                      | 2:13'23"                                     | Tanui Angela Jemesunde                       | Kenya                                        | 2:31'30"                                     |
| 2019 | Lencho Tesfaye Anbesa                        | Etiopia                                      | 2:10'49"                                     | Judith Korir                                 | Kenya                                        | 2:29'20"                                     |
| 2020 | Annullata a causa della pandemia di COVID-19 | Annullata a causa della pandemia di COVID-19 | Annullata a causa della pandemia di COVID-19 | Annullata a causa della pandemia di COVID-19 | Annullata a causa della pandemia di COVID-19 | Annullata a causa della pandemia di COVID-19 |
| 2021 | Anderson Seroi                               | Kenya                                        | 2:12'21"                                     | Sofiia Yaremchuk                             | Italia                                       | 2:29'12"                                     |
| 2022 | Solomon Mutai Munyo                          | Uganda                                       | 2:08'10"                                     | Lucy Karimi                                  | Kenya                                        | 2:28'12"                                     |
| 2023 | Solomon Mutai Munyo                          | Uganda                                       | 2:07'40"                                     | Rebbeca Tanui                                | Kenya                                        | 2:25'34"                                     |
| 2024 | Abebe Tilahun                                | Etiopia                                      | 2:09'08"                                     | Birtukan Abera                               | Etiopia                                      | 2:32'40"                                     |

Riepilogo maschile per nazione:
- 16 vittorie:  Kenya
- 8 vittorie:  Italia,
- 7 vittorie:  Etiopia
- 2 vittorie:  Uganda
- 1 vittoria:  Qatar,  Francia,  Spagna,  Algeria,  Brasile,  Portogallo

Riepilogo femminile per nazione:
- 15 vittorie:  Kenya
- 13 vittorie:  Italia
- 6 vittorie:  Etiopia
- 2 vittorie:  Francia
- 1 vittoria:  Ungheria,  Bielorussia,  Slovenia

## Eventi correlati

### Family Run
Dal 2006,  quale evento collaterale prima della maratona, viene svolta nel comune di Dolo, nel Parco San Giuliano a Mestre, dal 2013 anche nel Comune di San Donà di Piave, e recentemente anche a Chioggia, la Family Run, una manifestazione ludico sportiva per le scuole e le famiglie, che ha lo scopo di coinvolgere maggiormente le famiglie all'interno dell'atmosfera della maratona. Gli eventi raggiungono complessivamente oltre 15.000 partecipanti. Uno degli scopi primari della Family Run è la raccolta fondi per finanziare i progetti sportivi delle scuole e altre iniziative solidali.

### Venicemarathon 10K
Dal 2015 viene organizzata la Venicemarathon 10K. Questo evento è articolato in gara agonistica e non, e il percorso corrisponde agli ultimi 10,9 km della maratona. Questa gara dà la possibilità agli atleti non preparati per sostenere una maratona a godere ugualmente degli ultimi chilometri: i più suggestivi.
Pur non entrando negli albi d'oro, hanno partecipato diversi atleti di livello assoluto come:
- Stefano Baldini, campione olimpico ad Atene 2004, che nel 2016 fece da pacer alle donne salite poi sul podio, terminando in circa 42 minuti. [5]
- Alberico Di Cecco, nel 2018 quinto in 35:59. [6]

#### Albo d'oro VM10K
| Anno | Uomini                                       | Tempo                                        | Donne                                        | Tempo                                        |
| ---- | -------------------------------------------- | -------------------------------------------- | -------------------------------------------- | -------------------------------------------- |
| 2015 | Diego Avon                                   | 33'50"                                       | Natascia Meneghini                           | 41'04"                                       |
| 2016 | Diego Avon                                   | 34'52"                                       | Natascia Meneghini                           | 41'43"                                       |
| 2017 | Simone Gobbo                                 | 34'31"                                       | Natascia Meneghini                           | 40'50"                                       |
| 2018 | Gabriele Bacchion                            | 35' 00"                                      | Giovanna Epis                                | 37'21"                                       |
| 2019 | Yohanes Chiappinelli                         | 33'32"                                       | Beatrice Scarpini                            | 41'30"                                       |
| 2020 | Annullata a causa della pandemia di COVID-19 | Annullata a causa della pandemia di COVID-19 | Annullata a causa della pandemia di COVID-19 | Annullata a causa della pandemia di COVID-19 |
| 2021 | Andrea Mason                                 | 35'10"                                       | Chiara Pizzolato                             | 39'50"                                       |
| 2022 | Thomas D'Este                                | 34'37"                                       | Diletta Moressa                              | 41'11"                                       |
| 2023 | Federico Valandro                            | 36'12"                                       | Diletta Moressa                              | 40'50"                                       |
| 2024 | Massimo Guerra                               | 33'48"                                       | Chiara Pizzolato                             | 39'37"                                       |

### Venice Halfmarathon
Una prima edizione della mezza maratona si fece già alla prima edizione del 1986, la quale valeva anche per il titolo italiano, andato ad Enrico Ogliar Badessi. Nel 2022 si è riorganizzata la Venice Halfmarathon , sulla classica distanza della mezza maratona, con partenza dal centro di Mestre, sotto la storica torre dell'orogio.
| Anno | Uomini                | Tempo     | Donne                 | Tempo    |
| ---- | --------------------- | --------- | --------------------- | -------- |
| 1986 | Enrico Ogliar Badessi | 1:07':26" |                       |          |
| 2022 | Tommaso Forner        | 1:09'42"  | Claudia Andrighettoni | 1:22'01" |
| 2023 | Erik Kimutai Too      | 1:10'56"  | Claudia Andrighettoni | 1:21'29" |
| 2024 | Filippo Candeo        | 1:12'34"  | Emilie Tissot         | 1:18'47" |